# Монастырь Девич
Монастырь Девич (серб. Манастир Девич) был основан в XV веке и находится близ деревни Дреница в Косове. Главный храм монастыря Введения Богородицы был построен деспотом Джурджом Бранковичем в 1434 году. Монастырь был назван в честь выздоровления дочери деспота и получил название «девич», буквально «девица». Во время турецкого завоевания монастырь сильно пострадал.
Также монастырь был разрушен и сожжен во время Второй мировой войны, после оккупации Косова албанскими и итальянскими войсками. Монастырь был восстановлен после войны в 1947 году.
В монастыре сохранились фрески XV века. Кроме изображения святого Иоанникия Девичского в одежде великосхимника с надписью на фреске «первый ктитор места сего», сохранился лик святого Акакия, сюжеты «Свадьба в Кане Галилейской» и «Исцеление расслабленного». Помимо этого слоя, существует второй слой фресок XVI века и третий XIX. У монастыря были свои земельные имения, виноградники, дома и магазины, мельницы, гостиницы, пекарня, молокозавод — всего 60 га земли и 250 га лесов.
Монастырь подвергся осквернению после окончания Косовской войны и вывода сербских войск с территории края. После этого в район монастыря прибыли французские силы KFOR. Однако это не помешало албанским ополченцам из АОК с 12 июня по 14 июня 1999 года осквернять и грабить монастырь. В монастыре находились монахини с духовником отцом Серафимом которые все эти три дня подвергались физическим и моральным унижениям.
Новым атакам албанцев монастырь подвергся в 2004 году во время беспорядков в Косове. 18 марта 2004 года монахинь эвакуировал датский контингент KFOR. После чего монастырь был разграблен и подожжен.
С вводом войск Российского контингента в Косово в 1999 г. до самого вывода в 2001 г. монастырь охраняли десантники 14-й Тактической группировки. Этот период был самым спокойным и безопасным для служителей и стен монастыря.

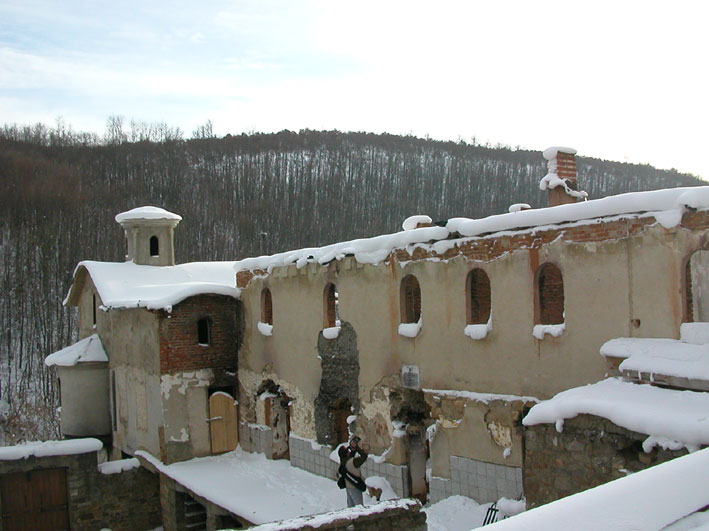
Монастырь Девич